# Hydrat
Hydrat er en betegnelse, som bruges i uorganisk og organisk kemi for at vise, at et stof indeholder vand. Vandets kemiske tilstand er varierende blandt hydraterne, hvoraf nogle blev kaldt sådan, før man kendte deres kemiske struktur. Hydrater er ikke kemiske forbindelser, men stabiliseres i forhold til termodynamisk ligevægt. Dannelse og dekomponering af hydrater er en første ordens reaktion. Højere tryk af gassen medfører højere temperatur for dannelse af hydrater. Der er hysterese med hensyn til dannelse og dekomponering ved fasthold tryk eller temperatur. Det vil sige at det f.eks. kræver en højere temperatur at få hydrater til at dekomponere end for at dannes ved fastholdt tryk. Dette kan eftervise eksperimentelt og forudsiges ud fra termodynamiske betragtninger
Clatrate hydrater eller gashydrater er forbindelser mellem gasmolekyler og vand. Gashydrater er faste krystallinske stoffer, der ligner sne eller is, og hvor små ikke-polære molekyler er fanget i gitre af vandmolekyler. Blandt de molekyler, der sammen med vand danner hydrater, kan nævnes O2, H2, N2, CO2, CH4, C2H6, H2S, Ar, Kr og Xe.
Hydrater kan findes både i forbindelse med f.eks. olie og gasproduktion og i naturen f.eks. i sibiriske moser eller på bunden af havet – steder hvor tryk og temperatur samt tilstedeværelsen af gasser er rigtige for dannelsen af hydrater.